# Magnus Racing
Magnus Racing est une équipe de course automobile basée à Tooele, dans l'Utah, qui participe actuellement au championnat IMSA WeatherTech United SportsCar. L'équipe a été fondée en 2010 par John Potter et fait concourir des Audi R8 GT3.

## Historique

### Résultats enRolex Sports Car Series
L'écurie, avec une Porsche 997 GT3 Cup a terminé cinquième en GT lors de ses débuts aux 24 Heures de Daytona 2010 et a ensuite participée régulièrement à la saison des Rolex Sports Car Series.

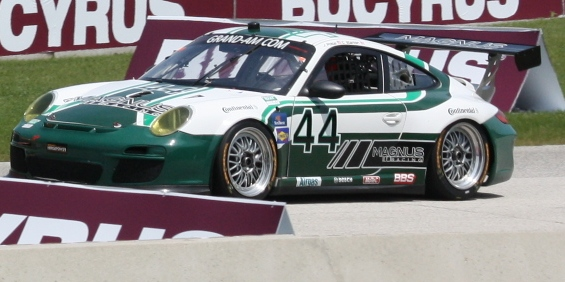
Magnus Racing #44 en 2011 avec John Potter / Craig Stanton.

En 2011, le Magnus Racing a participé à toutes les manches des Rolex Sports Car Series.
Pour 2012, le Magnus Racing a donné le coup d'envoi de la saison des Rolex Sports Car Series avec une victoire en GT aux 24 Heures de Daytona 2012 avec les pilotes Andy Lally, Richard Lietz, René Rast et le propriétaire de l'équipe John Potter. C'est la première victoire de l'équipe en carrière.
En 2013, le Magnus Racing remporte une nouvelle victoire à laguna Seca.

### Résultats enAmerican Le Mans Series
En 2010, le Magnus Racing fait ses débuts en American Le Mans Series au Petit Le Mans et termine troisième de la catégorie GTC
En 2011, le Magnus Racing participe à quelques course de l'American Le Mans Series.

### Résultats enWeatherTech United SportsCar Championship
En 2014, pour la première saison du Tudor United SportsCar Championship, le Magnus Racing engage une Porsche 911 GT America dans la catégorie GT Daytona. Elle portera le traditionnel n°44 et participera à l’intégrabilité du championnat. Avec une victoire aux 12 Heures de Sebring, une seconde place et trois troisièmes place tout au long de la saison, le Magnus Racing finira le championnat en 5e position , avec un total de 289 points.
| Pos. | Équipe            | DAY | SEB | LGA | BEL | WGL | MOS | IMS | ELK | VIR | AUS | ATL | Total Points |
| ---- | ----------------- | --- | --- | --- | --- | --- | --- | --- | --- | --- | --- | --- | ------------ |
| 5    | #44 Magnus Racing | 12  | 1   | 3   | 13  | 3   | 9   | 12  | 14  | 6   | 2   | 3   | 289          |

En 2015, le Magnus Racing engage de nouveau une Porsche 911 GT America dans la catégorie GT Daytona pour le Tudor United SportsCar Championship avec le traditionnel n°44 et participera à l’intégrabilité du championnat. Avec deux seconde places tout au long de la saison, le Magnus Racing finira le championnat en 8e position , avec un total de 258 points.
| Pos. | Équipe            | DAY | SEB | LBH | LGA | WGL | MOS | ELK | VIR | AUS | ATL | Points | CEAN |
| 8    | #44 Magnus Racing | 11  | 11  | 6   | 7   | 2   | 5   | 5   | 9   | 12  | 2   | 258    | 28   |

En 2016, le Magnus Racing engage une Audi R8 LMS dans la catégorie GT Daytona pour le WeatherTech United SportsCar Championship avec le traditionnel n°44 et participera à l’intégrabilité du championnat. Avec une victoire aux 24 Heures de Daytona, une seconde place et une troisième place tout au long de la saison, le Magnus Racing finira le championnat en 7e position , avec un total de 258 points.
| Pos. | Équipe            | DAY | SEB | LGA | BEL | WGL | MOS | LIM | ELK | VIR | AUS | ATL | Points | CEAN |
| 7    | #44 Magnus Racing | 1   | 3   | 13  | 10  | 2   | 10  | 1   | 4   | DSQ | 4   | 113 | 278    | 38   |

En 2018, le Magnus Racing revient en WeatherTech United SportsCar Championship et engage une Audi R8 LMS dans la catégorie GT Daytona avec le traditionnel n°44 et participera à l’intégrabilité du championnat  avec comme pilote Andy Lally, John Potter, Markus Winkelhock et Andrew Davis qui viendra compléter l'équipage lors des manches du NAEC.

## Pilotes
- Sebastian Asch
- Jeroen Bleekemolen
- Andrew Davis
- Jean-François Dumoulin
- Wolf Henzler
- Andy Lally
- Richard Lietz
- Dion von Moltke
- John Potter
- Martin Ragginger
- René Rast
- Robert Renauer
- Marco Seefreid
- Craig Stanton (en)
- Markus Winkelhock